# Schweiz i Eurovision Song Contest 2013
Schweiz kommer att delta i Eurovision Song Contest 2013 i Malmö i Sverige. De kommer att representeras av Takasa med låten "You and Me".

## Uttagningssätt
Landet valde sitt bidrag genom sin nationella uttagning Die grosse Entscheidungs Show. Nio bidrag framfördes i finalen. Fyra av bidragen valdes av tyskspråkiga SF, tre av bidragen av franskspråkiga RTS och två av bidragen av italienskspråkiga RSI.

## SF
SF valde sina fyra bidrag genom en omröstning på internet. Bidragen laddades upp på deras hemsida mellan den 1 september och 1 oktober 2012. SF utökade tiden för att skicka in bidrag med ytterligare en vecka och den 8 oktober låg 175 accepterade bidrag uppe på hemsidan, 46 färre än förra årets 221.
Omröstningen började den 15 oktober och pågick fram till midnatt den 29 oktober. För att rösta var man tvungen att registrera sig på hemsidan och vem som helst kunde rösta varifrån i världen som helst. Varje röstare fick dela ut 4 poäng och man kunde antingen dela poängen mellan flera bidrag eller ge alla sina poäng till samma låt. 50% röster och 50% jury användes för att utse de fyra bidrag som gick vidare till Die grosse Entscheidungs Show.
Den 12 november avslöjade SF de fyra vinnande bidragen. Anthony Bighead var sedan tidigare känd som presentatör för barnprogram på TV. Jesse Ritch hade tidigare blivit känd genom sitt deltagande i Deutschland sucht ein Superstar. Melissa som har både schweiziskt och spanskt medborgarskap hade tidigare försökt representera Spanien i ESC. Gruppen Heilsarmee (numera Takasa) bestod av medlemmar mellan 20 och 94 år gamla, alla medlemmar i frälsningsarmén.

### Vinnare
| Artist              | Sång                     |
| ------------------- | ------------------------ |
| Anthony Bighead     | "Do the Monkey"          |
| Heilsarmee (Takasa) | "You and Me"             |
| Jesse Ritch         | "Forever & a Day"        |
| Melissa             | "The Point of No Return" |

### Artister
Bland de som skickade bidrag till internetomröstningen men inte kom med fanns Lys Assia, den första vinnaren av Eurovision Song Contest någonsin, och som även deltog i Die grosse Entscheidungs Show förra året. I år hade hon en låt med titeln "All In Your Head" som framförs med rapparna New Jack och är komponerad av Ralph Siegel. Mariella Farré som representerade Schweiz i ESC både år 1983 och år 1985 hade skickat in låten "One of a Kind". Gordon Heuckeroth som representerade Nederländerna i Eurovision Song Contest 2009 som medlem i musikgruppen De Toppers hade tillsammans med sin nya musikgrupp LA The Voices skickat in två bidrag. Polens senaste representant från 2011 Magdalena Tul hade även hon ett bidrag i Schweiz uttagning med låten "Give It Up". Den svenska musikgruppen Man Meadow hade en låt i uttagningen efter att tidigare ha försökt representera Polen två gånger. Flera artister som deltagit i populära talangtävlingar i både Schweiz och Tyskland de senaste åren finns även med, bland andra Maya Wirtz och Leo Ritzmann. Chiara Dubey som hamnade på tredje plats i Die grosse Entscheidungs Show förra året var tillbaka med en låt i år med. Dubey tog sig dock vidare till finalen genom den uttagningen som hölls av RSI.

## RTS
RTS valde sina tre bidrag internt. Bidragen släpptes den 5 november.

### Interna val
| Artist             | Sång                  |
| ------------------ | --------------------- |
| Carrousel          | "J'avais rendez-vous" |
| Nicolas Fraissinet | "Lève-toi"            |
| Nill Klemm         | "On My Way"           |

## RSI
RSI valde sina två bidrag genom en uttagning där bidrag kunde skickas in fram till den 30 september 2012. Den 9 oktober rapporterades det att RSI skulle hålla sin uttagning den 23 oktober i Lugano och alla deltagare avslöjades. Av 30 till 40 inskickade bidrag valde en jury ut sex av dem till uttagningen. Även ett wildcard gavs till vinnaren av ett TV-program vilket gjorde att totalt sju bidrag kom att delta. Den 21 oktober publicerade RSI de sju bidragen på sin hemsida att lyssna på. Till skillnad från förra året använde sig RSI denna gången av en radiouttagning istället för en TV-uttagning. Värd för radioprogrammet som sändes från klubben Living Room i Lugano på kanalen Rete 3 klockan 21:00 CET den 23 oktober var Pablo Creti. Av de två vinnande bidragen valdes det ena av en jury och det andra av en telefonomröstning. Juryn valde Ally och de som röstade valde Chiara Dubey att gå vidare till Die grosse Entscheidungs Show.

### Uttagning
| Artist       | Sång                |
| ------------ | ------------------- |
| N2L          | "Smoke Out"         |
| Vanda Palma  | "La farfalla va"    |
| Theo         | "My Wonderful Life" |
| Sohaila      | "But Who"           |
| Marilise     | "Nobody"            |
| Chiara Dubey | "Bella sera"        |
| Ally         | "Catch Me"          |

## Die grosse Entscheidungs Show

### Inför
Den 9 oktober avslöjades det att Sven Epiney skulle vara värd för finalen. Den 5 november meddelade SF att de 9 finalisterna skulle avslöjas den 12 november. Vid det här laget visste man dock redan 2 av de 9 då italienskspråkiga RSI redan valt sina bidrag. Senare samma dag avslöjade även franskspråkiga RTS sina tre bidrag vilket betydde att endast de fyra bidragen från tyskspråkiga SF var att vänta. Den 12 november meddelade SF de fyra vinnarna från deras internetomröstning och de 9 bidragen till Die grosse Entscheidungs Show var klara. Den 6 december avslöjades startordningen i finalen.

### Finalen
Finalen hölls den 15 december 2012 i Bodensee Arena i Kreuzlingen med start 20:05 CET. En domarpanel bestående av fem personer kommenterade bidragen under programmet. Domarna var alla schweiziska medborgare med rötter i fem andra europeiska länder. I pausunderhållningen under telefonomröstningen framträdde Sinplus som representerade Schweiz i Eurovision Song Contest 2012 och som hade vunnit Die grosse Entscheidungs Show året innan. De framförde sin låt "Turn On the Lights", deras nästa singel från debutalbumet Disinformation.
100% telefonröstning användes för att utse vinnaren. Först kallades de tre som fått flest röster fram och dessa var Carrousel, Jesse Ritch och Heilsarmee. Vinnare blev musikgruppen Heilsarmee (numera Takasa) med låten "You and Me". Schweiz blev det andra landet som valde bidrag till ESC 2013 efter Vitryssland.

### Resultat
| Pos. | Artist              | Sång                     | Plats | Röster | TV-bolag |
| ---- | ------------------- | ------------------------ | ----- | ------ | -------- |
| 1    | Ally                | "Catch Me"               | 9     | 0,79%  | RSI      |
| 2    | Chiara Dubey        | "Bella sera"             | 5     | 9,04%  | RSI      |
| 3    | Carrousel           | "J'avais rendez-vous"    | 2     | 17,26% | RTS      |
| 4    | Anthony Bighead     | "Do the Monkey"          | 7     | 5,66%  | SF       |
| 5    | Heilsarmee (Takasa) | "You and Me"             | 1     | 37,54% | SF       |
| 6    | Nill Klemm          | "On My Way"              | 8     | 1,69%  | RTS      |
| 7    | Melissa             | "The Point of No Return" | 4     | 9,72%  | SF       |
| 8    | Nicolas Fraissinet  | "Lève-toi"               | 6     | 6,55%  | RTS      |
| 9    | Jesse Ritch         | "Forever & a Day"        | 3     | 11,75% | SF       |

### Domarpanel
- Hella von Sinnen,  Tyskland.
- Sanna Thöresson,  Sverige. Hon är dotter till Per Thöresson, Sveriges ambassadör i Bern.
- Danijel Ivanovic,  Serbien.
- Claudio Martella,  Italien.
- Mali Demren,  Turkiet.

## Vid Eurovision
Schweiz har lottats till att framföra sitt bidrag i den andra halvan av den andra semifinalen den 16 maj 2013 i Malmö Arena.